# Zdenka Cecília Schelingová
Blahoslavená Zdenka Cecília Schelingová (24. prosince 1916, Krivá na Orave – 31. července 1955, Trnava) byla slovenská řeholnice z Kongregace Milosrdných sester svatého Kříže a mučednice z doby pronásledování katolické církve komunistickým režimem v Československu.

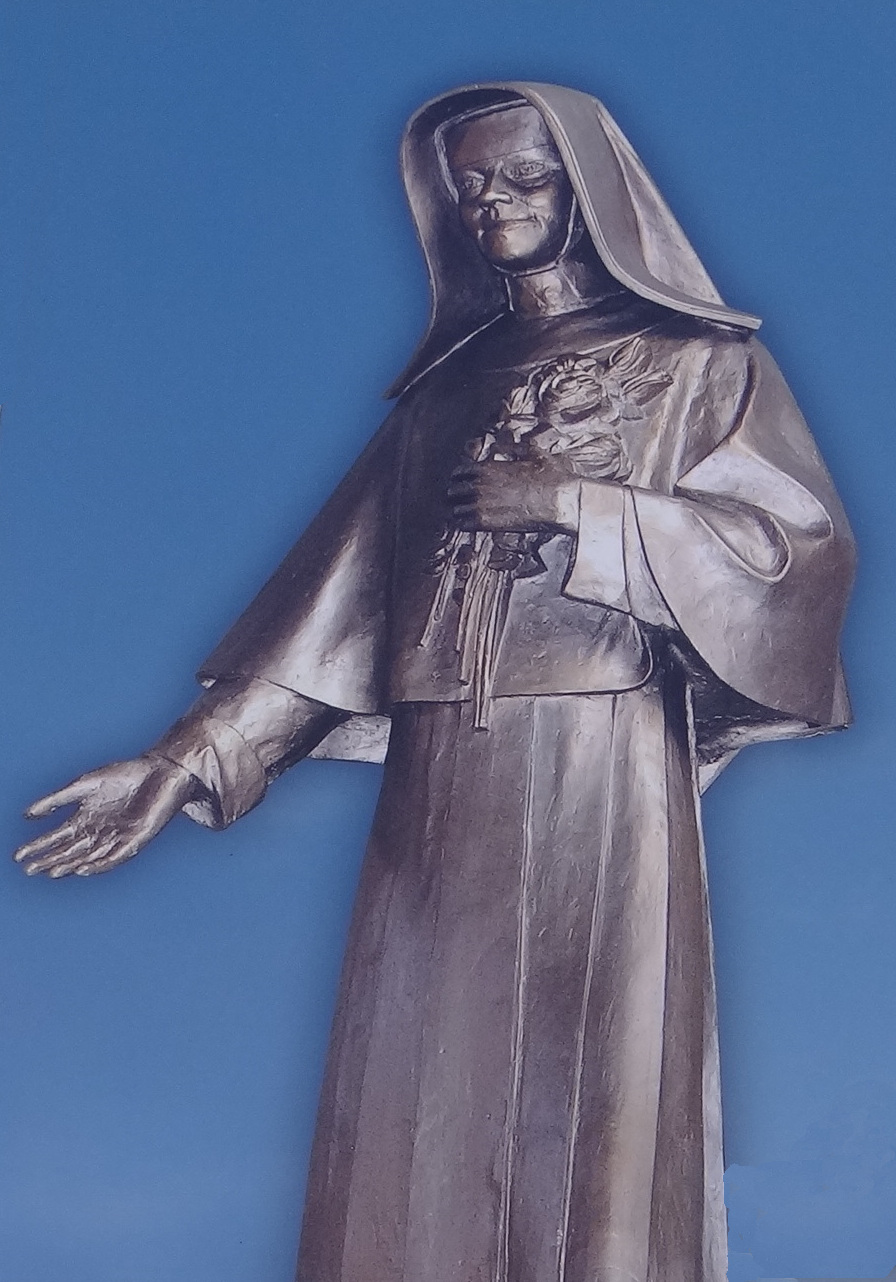
Socha bl. Zdenky v Krivné

V bratislavské státní nemocnici pomohla uprchnout vězněnému knězi a později se neúspěšně pokusila pomoci k útěku dalším 6 politickým vězňům z řad kněží a seminaristů. Komunistický režim ji za to odsoudil ke 12 letům vězení. Během výslechů a později i věznění byla krutě mučena, toto mučení a odpírání léčby zcela zničilo její zdraví. Zemřela krátce po urychleném předčasném propuštění.
Papež sv. Jan Pavel II. ji prohlásil za blahoslavenou, římskokatolická církev slaví její svátek 31. července, na výročí její smrti.

## Život
Sestra Zdenka se narodila jako desátá z jedenácti dětí rolníka Pavola Schelinga a jeho ženy Zuzany, rozené Pánikové. Při křtu 27. prosince 1916 obdržela jméno Cecília. Rodiči byla od malička vychovávána v katolické víře. Základní vzdělání získala v letech 1923–1931 ve svém rodišti, kde se také poprvé setkala s milosrdnými sestrami svatého Kříže, které na ni udělaly dojem svou obětavou péčí o nemocné a nemohoucí. Po ukončení školy v Krivej se v necelých 15 letech (6. července 1931) rozhodla zasvětit svůj život Bohu a odešla do kláštera sester svatého Kříže do Podunajských Biskupic, kde požádala o přijetí do postulátu.
V 1933–1935 studovala u sester ošetřovatelství, později ještě prodělala kurz radiologie. 28. ledna 1936 pak vstoupila do noviciátu a přijala řeholní jméno Zdenka. Po složení časných slibů (30. leden 1937) působila jako ošetřovatelka ve státní nemocnici v Bratislavě. Roku 1941 se přesunula do krajské nemocnice v Humenném, kde taktéž působila jako ošetřovatelka, a o rok později se vrátila do státní nemocnice v Bratislavě, kde následujících deset let pracovala na rentgenologickém oddělení, nejprve jako laborantka, později jako technička. Věčné sliby složila 28. ledna 1943.

### Střet s komunistickým režimem
Když po únorovém převratu začalo pronásledování katolické církve, byla stejně jako ostatní sestry vyzvána, aby odložila řeholní šat a vystoupila z kongregace, jinak bude muset z nemocnice odejít. Stejně jako drtivá většina ostatních řeholnic odmítla, nicméně díky své těžko nahraditelné kvalifikaci byla dočasně ponechána na oddělení.
Počátkem února 1952 pomohla uprchnout knězi Štefanu Koštialovi, který byl v nemocnici na krátkodobém ošetřování (měl být zakrátko souzen a Státní bezpečnost jej proto poslala do nemocnice, aby zde zahladili nejvýraznější následky a známky mučení). Jeho útěk zařídila tak, že ostraze namíchala do čaje silný uspávací prostředek. K tomuto se podle vlastních slov odhodlala poté, co jí ostraha sdělila, že kněze odvezou do Ruska, odkud se už nevrátí.
Krátce poté se pokusila zařídit útěk pro další tři kněží a tři seminaristy, neuspěla však, neboť celá akce byla předem naplánovanou provokací StB. Sestra Zdenka byla 29. února zatčena a po několikaměsíčních výsleších doprovázených mimořádně brutálním mučením (odmítala vyzradit své spolupracovníky a podepsat zmanipulované protokoly) postavena před soud, který ji 17. června 1952 odsoudil za údajnou velezradu ke 12 letům těžkého žaláře a 10 letům ztráty občanských práv (rozsudek byl v plném rozsahu zrušen Nejvyšším soudem SSR 18. listopadu 1970). Prošla věznicemi v Bratislavě, Rimavské Sobotě, Pardubicích, Brně a v Praze na Pankráci.
Již mučení při výsleších mělo devastující účinek na její zdraví, mučení a špatné životní podmínky při věznění vedly k dalšímu zhoršení. V roce 1954 se k následkům mučení přidala rakovina prsu, nicméně přístup k nutné léčbě jí byl i za tohoto stavu odpírán. Později jí byl prs ve vězení bez anestezie amputován, ovšem nedostalo se jí žádného dalšího léčení. Její stav se stále zhoršoval, a když se jí po těle začaly šířit metastázy a úspěšná léčba byla již prakticky vyloučena, byla podrobena léčbě ozařováním ve vězeňské nemocnici na Pankráci. Dne 16. dubna 1955, když už bylo jasné, že délka jejího dalšího života se počítá už jen na týdny či měsíce, byla urychleně propuštěna na svobodu, neboť odpovědné komunistické orgány nepovažovaly za vhodné, aby zemřela ve vězení.
Nemocnice v Bratislavě, kde dlouhá léta pracovala, ji na příkaz komunistických úřadů odmítla přijmout, zakázáno bylo i její přijetí v řádovém domu, který se staral o přestárlé a nemocné sestry. To, že ji odmítly, či musely odmítnout její vlastní spolusestry se jí nesmírně dotklo. Po krátkém pobytu v bytě u Apolónie Galisové (ve vězení ji několikrát navštívila a později sama vstoupila k sestrám sv. Kříže a přijala jméno Lucie) se jí nakonec podařilo vyjednat přijetí (19. dubna) v nemocnici v Trnavě. Zde zemřela zaopatřená svátostmi během mše (31. července 1955 v 7:45).

### Pouť ostatků
Sestra Zdenka byla pohřbena 2. srpna v Trnavě na starém hřbitově. Zde její ostatky spočívaly až do zrušení hřbitova v roce 1979, kdy byly spolu s ostatky dalších deseti sester přesunuty na hřbitov do Podunajských Biskupic. Odtud byly vyzvednuty 6. června 2003, nyní jsou pohřbeny v klášterním kostele svatého Kříže v Biskupicích.

## Posmrtné pocty
Diecézní proces jejího blahořečení otevřel trnavsko-bratislavský arcibiskup Ján Sokol 18. září 2000. Římský proces byl ukončen 7. července 2003, kdy papež sv. Jan Pavel II. potvrdil její blahoslavení. K jeho slavnostnímu vyhlášení přistoupil během své návštěvy na Slovensku 14. září téhož roku. Spolu s ní byl v Petržalke blahoslaven další slovenský mučedník z doby komunismu, Vasiľ Hopko.
Dne 19. září 2003 byla Schelingové zasvěcena nově zbudovaná kaple v obci Dolný Ohaj. Další jí zasvěcená kaple vznikla o čtyři dny později v církevní Základní škole Antona Bernoláka v Martině. První liturgické vzpomínky na bl. Zdenku Schelingovou se 31. července 2004 v její rodné Krivé zúčastnilo víc než 3000 poutníků. V místním kostele je její socha v nadživotní velikosti spolu s relikviemi.
Po bl. Zdence bylo též pojmenováno několik institucí, např. Mateřské centrum a dětské hřiště bl. Zdenky při faře v Bratislavě-Záhorské Bystrici či Klinika paliatívnej medicíny bl. Zdenky Schelingovej zřízená Fakultní nemocnicí a Fakultou zdravotnictví a sociální péče Trnavské univerzity.
Na květnou neděli 2004 jí byla na místě bývalého trnavského hřbitova odhalena pamětní deska. V roce 2005 vydalo Slovensko čtyřiatřicetikorunovou poštovní známku se Zdenkou Cecílií Schelingovou.

## Citáty
| „ | Nič ma nezastraší, ani vietor, čo prihnal husté mraky, lebo to bude iba okamih. Moja dôvera rastie, lebo viem, že za mrakmi je moje milované Slnko. | “ |